# Chappes (Aube)
Chappes ist eine französische Gemeinde mit 356 Einwohnern (Stand 1. Januar 2022) im Département Aube in der Region Grand Est; sie gehört zum Arrondissement Troyes und zum Kanton Bar-sur-Seine.

## Geschichte
Im Jahr 753 ist am Ort eine Getreidemühle bezeugt. Im Mittelalter war Chappes eine bedeutende Seigneurie, die ihren Namen an eine der wichtigsten Familien der Champagne weitergab, dem Haus Chappes, Vicomtes de Troyes. Ende des 14. Jahrhunderts ging Chappes an das Haus Aumont.

### Bevölkerungsentwicklung
- 1962: 241
- 1968: 249
- 1975: 285
- 1982: 277
- 1990: 280
- 1999: 258
- 2016: 317

## Sehenswürdigkeiten
- Kirche Saint-Loup, Monument historique
- Papierfabrik, erbaut im 17. Jahrhundert

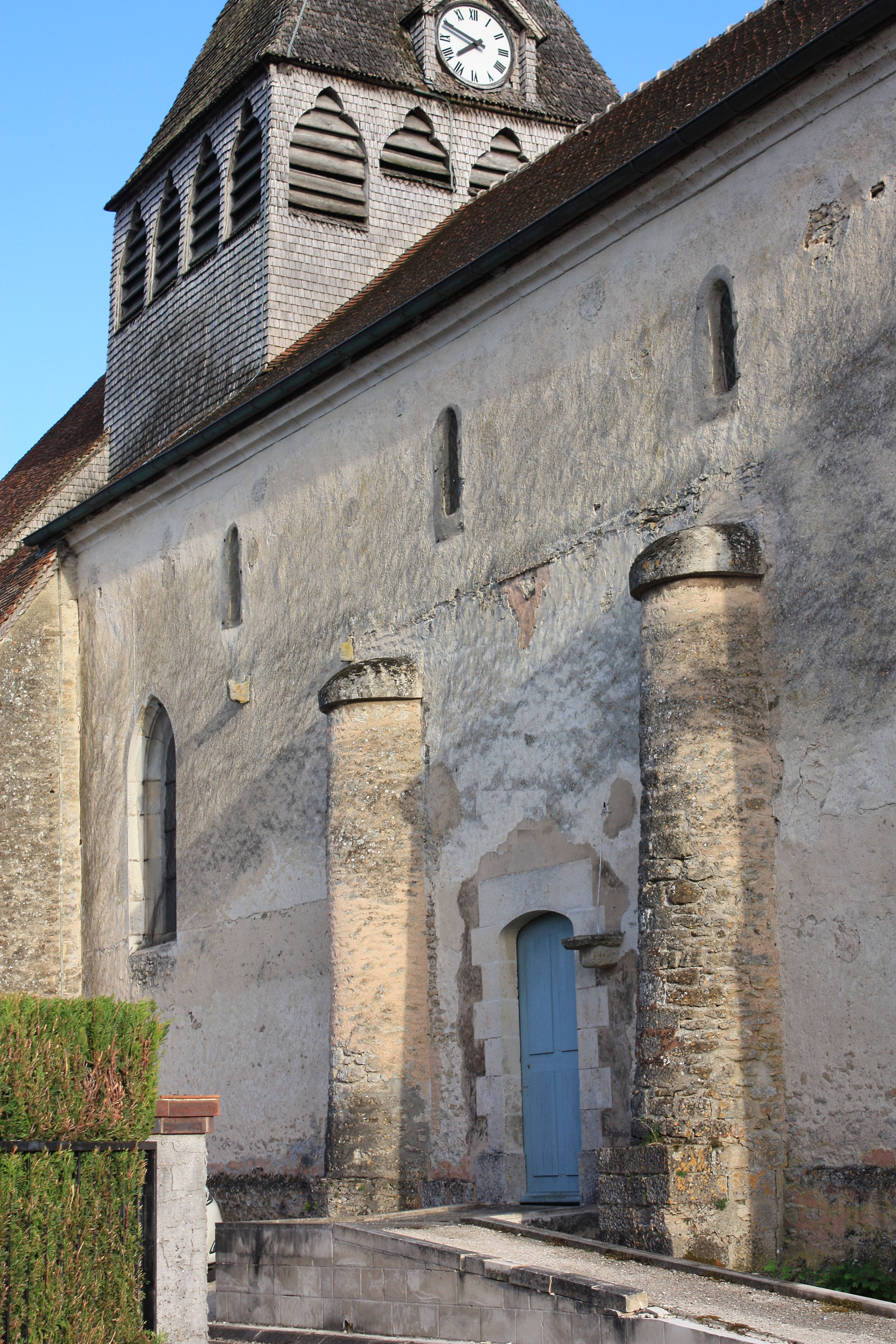
Kirche Saint-Loup